# Knúkur (Oyri)
Knúkur è una montagna alta 699 metri sul mare situata sull'isola di Eysturoy, nell'arcipelago delle Isole Fær Øer, in Danimarca.